# Globální Sever a globální Jih

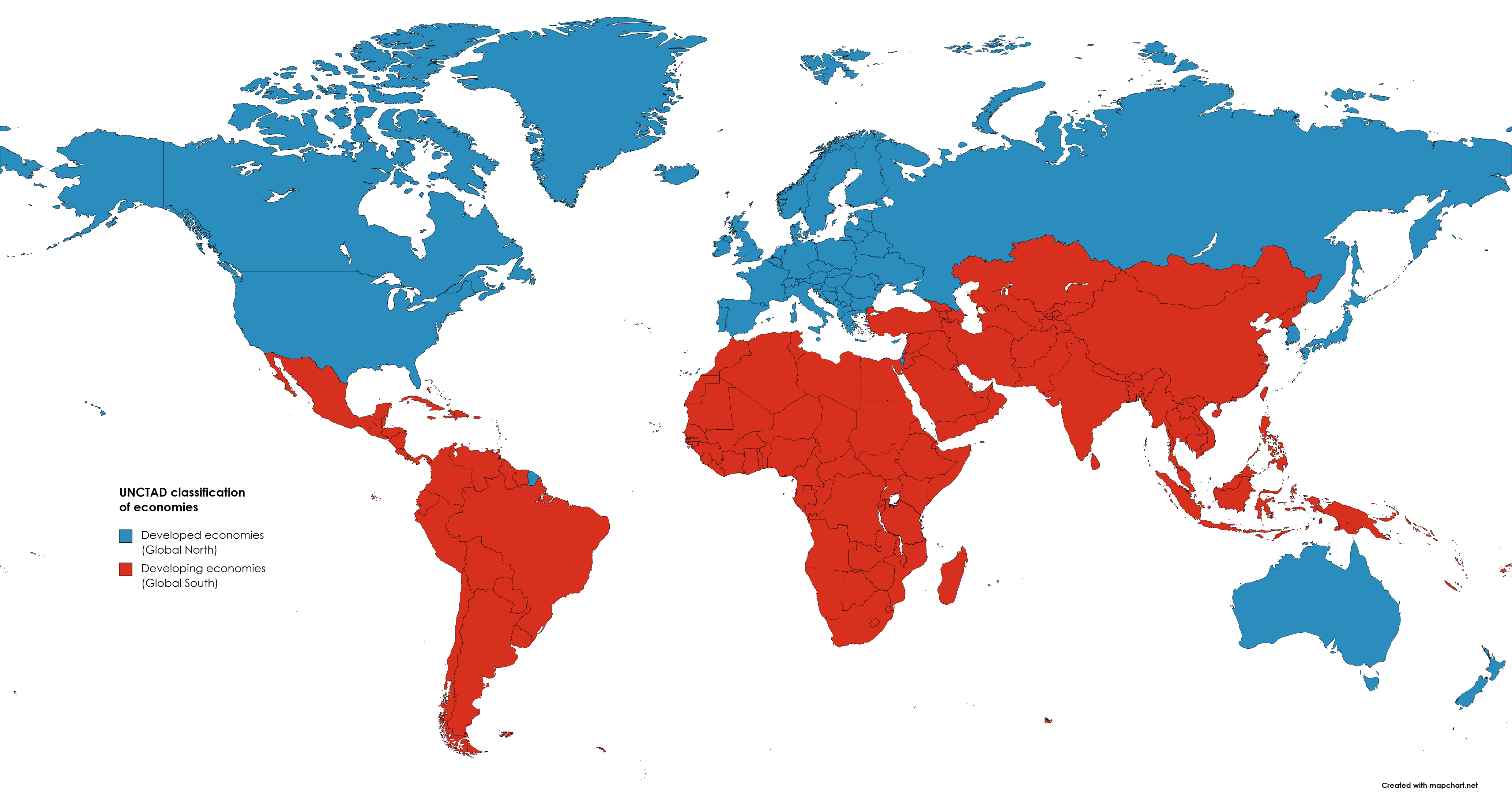
Globální Sever (modře) a globální Jih (červeně)

Globální Sever a globální Jih jsou pojmy, používané k seskupení zemí na základě jejich socioekonomických a politických charakteristik:
- Globální Sever označuje ty technicky a sociálně dobře rozvinuté země, které se v zásadě nacházejí v Severní Americe a Evropě.[1]
- Globální Jih označuje různé země světa, které jsou někdy označovány také jako „rozvojové“, „méně rozvinuté“ nebo „zaostalé“. Mnoho z těchto zemí – i když zdaleka ne všechny – se nachází na jižní polokouli, převážně v Africe, Asii a Latinské Americe.[2]

Pojem „globální Jih“ není zeměpisný, protože dvě největší země globálního Jihu – Čína a Indie – leží výhradně na severní polokouli. Jeho použití spíše označuje kombinaci politických, geopolitických a ekonomických společných rysů mezi národy globálního Jihu. Tyto národy spojuje, že většinou byly straně příjemce imperialismu a koloniální nadvlády, přičemž africké země jsou toho asi nejviditelnějším příkladem.
Spotřeba globálního Severu je stavěna na práci globálního Jihu. Globální Sever pomocí mezinárodního obchodu často využívá globální Jih například tím, že tam přenáší činnosti poškozující prostředí.